# Euphorbia acalyphoides
Euphorbia acalyphoides är en törelväxtart som beskrevs av Ferdinand von Hochstetter och Pierre Edmond Boissier. Euphorbia acalyphoides ingår i släktet törlar, och familjen törelväxter.

## Underarter
Arten delas in i följande underarter:
- E. a. acalyphoides
- E. a. cicatricosa